# Johann Schulte (Politiker, 1537)
Johann Schulte (* 1537 in Hamburg; † 5. März 1597 ebenda) war ein deutscher Jurist und Hamburger Ratsherr.

## Herkunft und Familie
Schulte war ein Sohn des Hamburger Tuchhändlers Andreas Schulte († 17. Mai 1584) aus dessen Ehe mit Cecilia Huge, Tochter des Ratsherrn Johann Huge († 23. März 1531).
Er war verheiratet mit Anna Oldehorst, Tochter des Ratsherrn Albert Oldehorst († 23. August 1545). Von den sieben Kindern aus dieser Ehe wurde Albert Schulte (13. April 1576–5. Dezember 1652) Oberalter im Kirchspiel Sankt Petri und Vater des Hamburger Bürgermeisters Johann Schulte (14. Dezember 1621–2. März 1697).

## Leben und Wirken
Schulte studierte Jurisprudenz und schloss sein Studium als Lizenziat der Rechte ab. Er war als fürstlich mecklenburgischer Rat tätig, als er im Jahr 1570 in den Hamburger Rat gewählt wurde. Als solcher unternahm er verschiedene Gesandtschaften und war von 1590 bis 1596 Amtmann des Beiderstädtischen Amtes Bergedorf. Er verstarb am 5. März 1597 in Hamburg an der Pest und wurde am 8. März begraben.